# 음력 7월 30일
음력 7월 30일은 음력 7월의 30번째 날이다.

## 문화
- 1997년 - 울산방송 TV 개국.
- 2018년 - 제주불교방송 개국.

## 탄생
- 1457년 - 조선 9대 국왕 성종.
- 1996년 - 대한민국의 가수 이찬혁 (악동뮤지션).
- 1997년 - 대한민국의 가수 정국 (방탄소년단).

## 같이 보기
- 음력 360일: 1월 2월 3월 4월 5월 6월 7월 8월 9월 10월 11월 12월
- 전날:7월 29일 다음날:8월 1일 - 전달:6월 30일 다음달:8월 30일
- 양력:7월 30일
- 음력, 윤달